# Kostel svatého Jakuba Většího (Kněževes)
Kostel svatého Jakuba Většího v Kněževsi na Rakovnicku je filiální kostel ve farnosti Petrovice u Rakovníka. Stojí na Václavském náměstí ve středu městyse. Kostel v Kněževsi je doložen ve čtrnáctém století, ale dochovaná stavba pochází z první poloviny století osmnáctého, kdy ji podle plánů Františka Ignáce Préea nechal postavit Jan Josef z Valdštejna. Kostel je chráněn jako kulturní památka.

## Historie
Farní kostel byl v Kněževsi poprvé zmíněn roku 1327. Tehdy byl kostel opevněný a z fortifikace se dochovala část vodního příkopu. Původní stavba v roce 1718 vyhořela a dochovala se z ní pouze věž s točitým schodištěm. Roku 1721 nechal hrabě Jan Josef z Valdštejna na místě vyhořelé budovy postavit nový kostel v barokním slohu. Plány pro stavbu pravděpodobně navrhl architekt František Ignác Prée. Až do 31. prosince 2003 byl kněževeský kostel farním a od té doby je filiálním kostelem petrovické farnosti.

## Stavební podoba

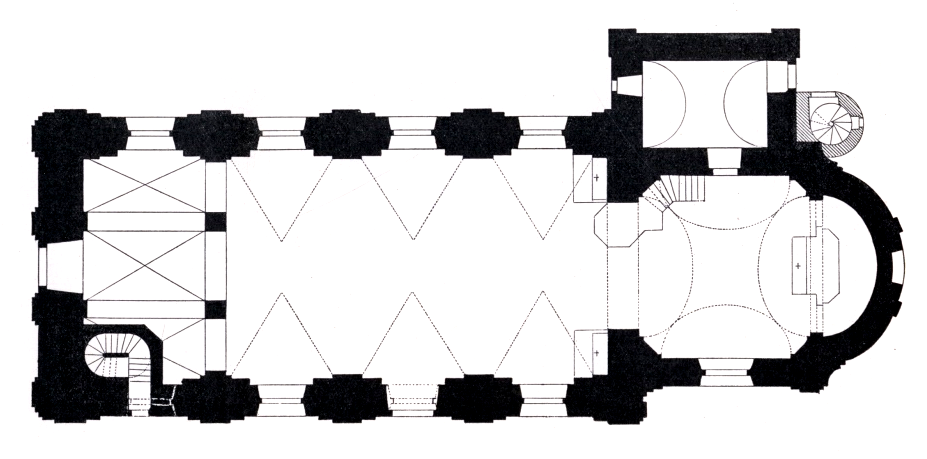
Půdorys kostela od Antonína Cechnera

Kostel stojí v parkově upraveném areálu bývalého hřbitova, jehož plochu ze tří stran vymezuje vodní příkop. Jednolodní kostel má čtvercový presbytář s půlkruhovým závěrem. K severní straně presbytáře přiléhá čtverhranná věž, jejíž přízemí slouží jako valeně klenutá sakristie. Fasády jsou členěné lizénovými rámy a pravoúhle rámovanými okny zakončenými segmentem. Uprostřed štítu je výklenek se sochou svatého Josefa a na štítových nárožích stojí sochy svatého Jakuba a svatého Ondřeje. Věž je jednopatrová a zastřešená osmibokou bání s lucernou.
Chrámová loď s rozměry 20,1 × 8,9 metru je sklenutá třemi poli valené klenby s výsečemi a v presbytáři je použita placková klenba s konchou. Vnitřní stěny jsou členěné plochými pilastry. Prostor lodi osvětlují dvě trojice bočních oken, jedno okno se nachází v presbytáři a další na severní straně nad kruchtou. Ta stojí v západní části lodi a podpírá ji dvojice čtyřbokých pilířů.

## Zařízení
Hlavní oltář je tabernáklový se scénou Ukřižování. V sousedství oltáře jsou ve výklencích umístěny sochy svatého Rocha, Jakuba, Jana a Vavřince. Hlavní oltář doplňují dva rozvilinové boční oltáře zasvěcené Panně Marii a svatému Václavovi s obrazem od Josefa Vojtěcha Hellicha. Čtvrtý oltář v kostele je novorománský a zasvěcený svaté Anně. Dřevěná kazatelna pochází z roku 1699. Na poprsníku ji zdobí motiv evangelistů a na zadní straně obraz Krista dobrého pastýře.